# Dobutamin
Dobutamin je srčani stimulator. U prvom je redu agonist beta-1 adrenergičkih receptora, a inotropno djelovanje je jače izraženo od kronotropnog. Donekle stimulira i alfa-adrenergičke receptore, no slabije od dopamina. 

## Djelovanje
Dobutamin je inotropno sredstvo s direktnim djelovanjem čija je primarna aktivnost rezultat stimulacije srčanih adrenergičkih receptora, a također ima i blago kronotropno, hipertenzivno, aritmogeno i vazodilatacijsko djelovanje. Nasuprot dopaminu, ne otpušta noradrenalin i njegovo djelovanje ne ovisi o zalihama noradrenalina u srcu. Dobutamin povećava udarni volumen i minutni volumen i snižava tlak punjenja lijeve klijetke te ukupni sistemski i plućni vaskularni otpor. 
Za razliku od nekih drugih srčanih stimulatora slabije izaziva aritmije, a smanjenje perifernog otpora je manje izraženo.

## Primjena
Koristi se kada je neophodno potaći rad srca kod akutnog oštećenja srca, akutnog infarkta miokarda, kardiogenog šoka, stanja nakon kirurgije srca, depresije srčane kontraktilnosti uzrokovana lijekovima, npr. kao što nastaje nakon pretjerane blokade ß adrenergičkih receptora, kod kroničnog oštećenja srca (akutna dekompenzacija kroničnog popuštanja srca, privremena inotropna podrška pri uznapredovanom popuštanju srca, kao dodatak terapiji uobičajenim oralnim inotropnim sredstvima, sistemskim vazodilatatorima i diureticima). 
Daje se kao kontinuirana intravenska infuzija u dozi od 2,5 do 10 mcg/kg/min. 

## Nuspojave
Nuspojave jesu povećana srčana frekvencija, krvni tlak i ventrikularna ektopička aktivnost. U mnogih bolesnika primijećen je porast sistoličkog krvnog tlaka za 10-20 mmHg, kao i porast srčane frekvencije za 5-15 udaraca u minuti. Tijekom infuzije dobutamin hidroklorida približno 5% bolesnika imalo je povećane preuranjene ventrikularne otkucaje. Ovi učinci obično ovise o dozi. 